# Rhynchospora submarginata
Rhynchospora submarginata är en halvgräsart som beskrevs av Georg Kükenthal. Rhynchospora submarginata ingår i släktet småag, och familjen halvgräs. Inga underarter finns listade i Catalogue of Life.